# John Marvin
John Marvin (* 17. Oktober 1927 in Cambridge; † 22. Juni 1980 Seaford) war ein US-amerikanischer Segler.

## Erfolge
John Marvin, der fü den Eastern Yacht Club startete, nahm an den Olympischen Spielen 1956 in Melbourne in der Bootsklasse Finn-Dinghy teil. Mit 5953 Punkten belegte er hinter Paul Elvstrøm und André Nelis den dritten Platz und gewann damit die Bronzemedaille.
1949 schloss er sein Studium am Massachusetts Institute of Technology ab.